# ビセンテ・エスケルド
ビセンテ・エスケルド・サンタス（Vicente Esquerdo Santas, 1999年1月2日 - ）は、スペイン・バレンシア州アリカンテ県カルプ出身のサッカー選手。CDアレンテイロ所属。ポジションはMF。

## クラブ経歴
2014年にバレンシアCFのカンテラに入所。2018年に傘下のバレンシアCF・メスタージャに昇格。8月25日のセグンダ・ディビシオンBのCDエブロ戦でプロデビュー。2018-19シーズンはBチームで28試合に出場。2019年5月に2022年までの契約に合意。翌2019-20シーズンもBチームの主力としてプレーしていたところで、2019年10月にトップチームに昇格。11月30日のビジャレアルCF戦でラ・リーガ初出場。以降トップチームに定着し、同シーズンは3試合に出場した。
2021年8月29日、CDカステリョンへの1年間のローン移籍が発表された。
2023年9月27日、CDアレンテイロに移籍した。